# Крейгавон

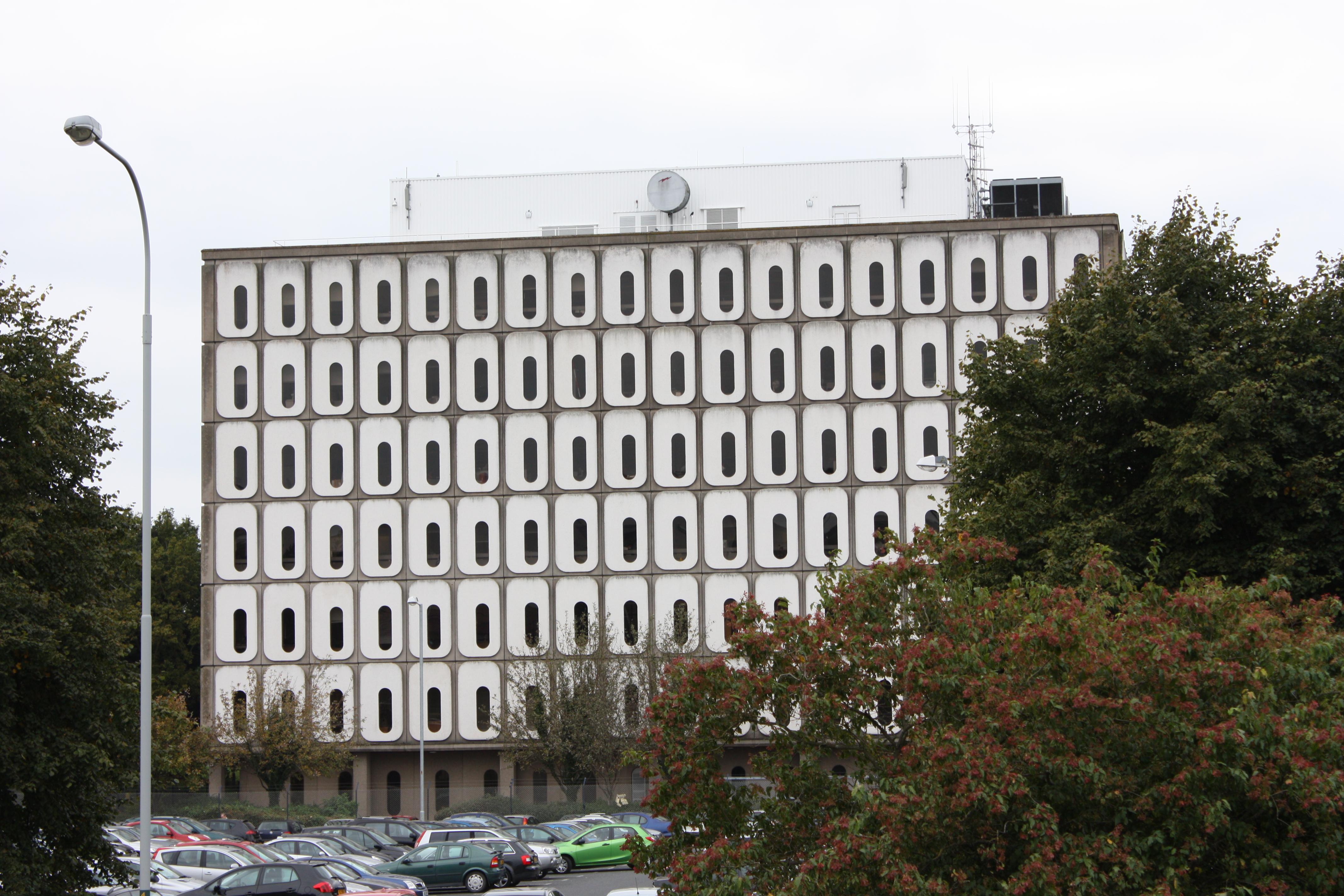
Мальборо Хауз

Крейга́вон (англ. Craigavon, ирл. Creig na hAbhann) — большой город района Крейгавон, столица района, находящийся в графстве Арма Северной Ирландии.

## Демография
Крейгавон определяется Northern Ireland Statistics and Research Agency (англ., NISRA) как большой таун (то есть как город с населением от 18000 до 75000 человек).